# Arta (stad in Griekenland)
Arta (Grieks: Άρτα) is een stad en sedert 2011 een fusiegemeente (dimos) in de Griekse bestuurlijke regio (periferia) Epirus.
De vijf deelgemeenten (dimotiki enotita) van de fusiegemeente zijn:
- Amvrakikos (Αμβρακικός)
- Arta (Άρτα)
- Filothei (Φιλοθέη)
- Vlacherna (Βλαχέρνα)
- Xirovouni (Ξηροβούνι)

De stad is na Ioannina de grootste van de bestuurlijke regio, maar wordt door het toerisme nauwelijks beïnvloed.

## Geschiedenis
Op de plaats van het huidige Arta bevond zich in de Oudheid de stad Ambrakia, een Korinthische kolonie gesticht rond 640 v.Chr. Tijdens de Peloponnesische Oorlog was zij de bondgenoot van Sparta tegen Athene.
In 295 v.Chr. maakte Pyrrhus, koning van Epirus, Ambrakia tot zijn residentie, die toen haar bloeiperiode beleefde, tot zij in 167 v.Chr. door de Romeinen volledig werd verwoest.
De naam Arta duikt voor het eerst op in de 11e eeuw. Vele Byzantijnse gebouwen in het centrum dateren uit de 13e eeuw, toen Arta tijdelijk de hoofdstad was van het "despotaat van Epirus".

## Brug
De Turkse brug over de rivier Arachthos, gebouwd tussen 1602 en 1606, is 142 meter lang en 3,75 breed, met aan één zijde een hoge boog. Die boog had eigenlijk in het midden moeten komen, maar het wilde aanvankelijk niet lukken met de bouw, waar blijkbaar een vloek op rustte. Een volksverhaal vertelt hoe de bruggenbouwer met toenemende ergernis vaststelde dat alle werk dat hij overdag had verricht, 's nachts door het geweld van de rivier telkens weer werd vernield. In een droom kreeg hij van een vogeltje de boodschap dat het probleem enkel kon opgelost worden indien hij bereid was zijn geliefde te offeren voor de voltooiing van zijn werkstuk. De architect liet zijn vrouw levend inmetselen in de fundamenten van de brug, die sindsdien stand hield. In 1931 werd bij herstelwerken een klein kamertje ontdekt in een van de brugpijlers: men beweert dat er daar toen inderdaad een voorovergebukt skelet werd gevonden.

## Geboren
- Antonios Nikopolidis (14 oktober 1971), voetballer
- Yannis Anastasiou (5 maart 1973), voetballer